# ジョヴァンニ・レオーニ
ジョヴァンニ・レオーニ（Giovanni Leoni, 2006年12月21日 - ）は、イタリア・ローマ出身のサッカー選手。プレミアリーグ・リヴァプールFC所属。ポジションはディフェンダー。

## 経歴

### クラブ
2006年12月21日、イタリアの首都ローマに生まれた。5歳でパドヴァに移り住み、SSDヴィゴンティーナ・カルチョ、ASチッタデッラを経てカルチョ・パドヴァの下部組織に加入。2023年3月19日に行われたセリエC第33節UCアルビーノレッフェ戦で交代出場し、16歳でトップチームにデビューした。
2024年2月1日、セリエBのUCサンプドリアに買い取りオプション付きの期限付き移籍で加入した。4月6日に行われた第32節のパレルモFC戦でプロとしての初得点を記録。シーズン終了後にはオプションが行使され完全移籍でサンプドリアの一員になると、6月25日に2027年6月まで契約を延長した。
そこからおよそ2か月後の8月27日、セリエAに昇格したパルマ・カルチョ1913に移籍した。11月9日の第12節ヴェネツィアFCとの試合で先発出場しセリエAにデビュー。2025年2月9日に行われた第24節カリアリ・カルチョ戦で、セリエAでの初得点を記録した。同月26日にはクラブとの契約を2029年6月まで延長した。
2025年8月15日、プレミアリーグのリヴァプールFCへ2,600万ポンドで移籍した。

### 代表
ユース世代のイタリア代表に選出されてきている。